# Claude Sommier
Claude Sommier (* 1952 in Fort-de-France; † 22. Juli 2009) war ein französischer, aus Martinique stammender Mediziner, Jazzpianist und Komponist.

## Leben und Wirken
Sommier wuchs in Paris auf, hatte klassischen Klavierunterricht auf dem Konservatorium und setzte sich dann autodidaktisch mit Jazz auseinander. Daneben spielte er auch Gitarre und Saxophon. Er absolvierte in fünf musikpraxisabstinenten Jahren ein Medizin-Studium. Als fertiger Arzt der Allgemeinmedizin mit Notfall- und Tropenmedizin-Fortbildung gründete er 1979 sein erstes professionelles Jazz-Trio mit Francis Dewader (d) und Stéphane Cognac (b). Zusammen mit der Formation Humair Jeanneau Texier spielten sie unter anderem auf dem Forum des Cholettes. 1980 wirkte er auf Roland Brivals Album Creole Gypsy mit. 1981 kehrte er nach Martinique zurück, um mit einer neuen Trio-Formation zu arbeiten. Es folgten Konzerte in der Karibik und Mittelamerika, unter anderem mit Monty Alexander. 
Nach seiner Rückkehr in die Hauptstadt gründete er 1985 das Quintett Djoa. Auf dem La Défense Jazz Festival in Hauts-de-Seine gewann die Combo 1986 den Wettbewerb. Im folgenden Jahr wurde Sommier mit DJOA Preisträger des Festivals Jazz à Vienne; und nahm sein Debütalbum Pigment auf, an dem Luther François (Saxophon), Marc-Michel Le Bévillon (Bass), Marsio Mamie (Perkussion) und Ramon Lopez (Schlagzeug) mitwirkten.
1993 erhielt er einen Kompositionspreis auf dem Concours International de composition Jazz des CMAC de la Martinique, bei dem Gonzalo Rubalcaba den Vorsitz hatte. In den 1990er Jahren spielte er außerdem im Duo mit Xavier Desandre Navarre und erweitert zum Trio durch Eric Vinceno oder Marc-Michel Le Bevillon. 1995 entstand das Livealbum A Cologne. Er wirkte auch an einer musikalisch-szenischen Adaption von Derek Walcotts Gedicht Vendredi Crusoé mit. Häufig trat er im bekannten Pariser Jazzclub New Morning auf. Nach einem letzten Album (Calalou, 1996) musste Sommier 1999 wegen einer schweren neurodegenerativen Erkrankung seine aktive Musikerkarriere beenden, komponierte jedoch weiter, u. a. für die Jazz-Sängerin Tangora. Aus dieser engen Zusammenarbeit entstand das Album Colorada, das 2005 herauskam. Auch die Songtexte stammten überwiegend von Sommier. Die Musiker Marc-Michel le Bévillon, Eric Vincenot, François Laizeau von Djoa begleiteten sie. Der Pianist Andy Emler nahm in den letzten Lebensjahren Sommiers dessen Platz in der Combo ein.